# Jacques Tyack
Pour les articles homonymes, voir Tyack.
 (août 2016).
Jacques Tyack est un artiste peintre et dessinateur suisse né le 8 avril 1925 à Bry-sur-Marne et mort le 1er mars 2016 à Pully.

## Biographie
De père anglais et de mère française, Jacques Tyack grandit à Paris. Il se réfugie en Suisse en 1939. Alors qu'il est employé technique dans une entreprise lausannoise (1946), Jacques Tyack étudie le dessin et la gravure. Il prend des cours du soir avec Jean-Pierre Kaiser, professeur à l'école cantonale des beaux-arts de Lausanne. 
Après sa naturalisation (1964), Jacques Tyack expose régulièrement en Suisse, notamment à Lausanne, Vevey et Zurich. Il effectue divers voyages d'étude(s) en Afrique du Nord (Tunisie, Maroc, Égypte). Jacques Tyack poursuit sa quête d'impressions en France, Italie, Grèce, Espagne, États-Unis, Indonésie, etc. Entre 1972 et 1987, il travaille et étudie le lavis dans son atelier de Provence (Vaison-la-Romaine).
Jacques Tyack adhère à la Société des peintres, sculpteurs et architectes suisses (SPSAS, section vaudoise) en 1973. Ses œuvres enrichissent plusieurs collections privées (Suisse, France, Italie, États-Unis) et publiques (Fonds communal de Lausanne, Fonds cantonal (Vaud), Musée cantonal des beaux-arts (Lausanne), Musée Jenisch à Vevey, Musée de Pully. En août 2023 et juillet 2024, sa compagne, Mme Vera Cabessa, a légué un certain nombre de ses œuvres et archives à la Fondation Ateliers d'artiste (Saint-Maurice).
Il meurt le 1er mars 2016 à Pully (canton de Vaud) à l'âge de 90 ans.

## Œuvre
Jacques Tyack est exposé dans plusieurs collections publiques. 	
- Fonds communal de la ville de Lausanne
- Fonds cantonaux (Vaud)
- Fondation Lélo Fiaux, Vevey
- Musée cantonal des beaux-arts, Lausanne
- Musée Jenisch, Vevey
- Musée de Pully
- Musée d'art moderne, Monaco

De nombreuses expositions ont été consacrées à son œuvre.

## Sources
- « Jacques Tyack », sur la base de données des personnalités vaudoises sur la plateforme « Patrinum » de la Bibliothèque cantonale et universitaire de Lausanne.
- Jacques Tyack, Peintures, lavis, Galerie de Ballens, exposition du 7 juin au 13 juillet 2008.
- SOURCES: Jacques Tyack, [conception et dir. Robert Rausis], p. 114-115
- Jacques Tyack, peintures, lavis, Galerie de Ballens, exposition du 3 octobre au 15 novembre 1992, p. 15,
- Ph+ : arts, 2001/11, p. 20
- Peintres vaudois... exposition-vente en faveur de Terre des hommes (1989)
- Dictionnaire biographique de l'art suisse, Vol. II, p. 1055
- Répertoire des artistes suisses, 1980-1990, p. 453
- Robert Battard, Jacques Tyack, Impr. Gessler, Sion, 1993.
- Paul-René Martin et Erika Billeter (ed.), Peintres vaudois, catalogue de l'exposition-vente en faveur de Terre des Hommes, 1989.
- Dictionnaire biographique de l'art suisse, Institut suisse pour l'étude de l'art, 1998, Vol. II, p. 1055.
- Karl Jost, Répertoire des artistes suisses 1980-1990, Zürich, SIK-ISEA, 1991, p. 453.
- | VISARTE |
- arts et lettres: JACQUES TYACK
- Musée de Pully, Suisse